# Ovocito
L'ovocito (detto anche ovocita, oocito o oocita) è la cellula germinale da cui si origina il gamete femminile durante il processo della gametogenesi; può essere diploide (ovocita primario) o aploide (ovocita secondario).

## Ovocito primario
Nel 5º mese di vita fetale si raggiunge una produzione di 6-7 milioni di ovociti primari (diploidi), prodotti dalle ovaie; molti di questi ovociti muoiono nel giro di pochi mesi e alla nascita ne rimangono in vita circa 2 milioni, diminuendo in seguito a degenerazione a 30-40 000 nella fase della pubertà.

## Ovocito secondario
La donna sessualmente fertile porta a maturazione uno degli ovociti primari ogni 28 giorni circa (ciclo mestruale), completando la prima divisione meiotica che fino a quel momento resta bloccata in Profase I o Dictiotene, ottenendo così un ovocita secondario. Solo nel caso in cui la fecondazione dell'ovocita secondario avvenga, questo compirà anche la seconda divisione meiotica, ottenendo così un ootide (aploide) ed infine un ovulo (il gamete femminile).
Si stima che nell'arco della vita dell'individuo, solo 300-500 ovociti primari giungono a maturazione completa senza degenerare.